# Leposaviq (kommunhuvudort i Kosovo)
Leposavić (serbiska: Лепосавић, albanska: Albaniku, serbiska: Leposavić) är en huvudort i kommunen Komuna e Leposaviqit i Kosovo. Den ligger i den norra delen av landet, 60 km nordväst om huvudstaden Pristina. Leposaviqć ligger 468 meter över havet och antalet invånare är 19 000.